# Neuer Kunstverein Gießen

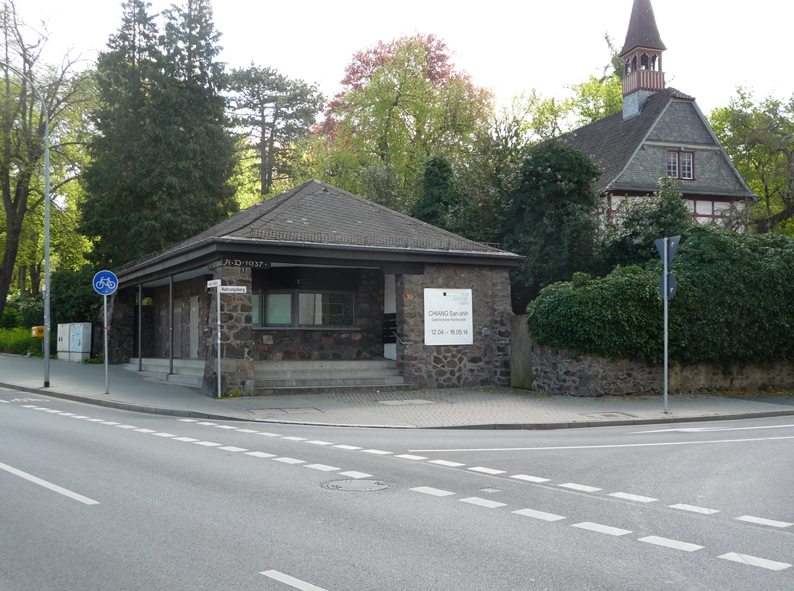
Neuer Kunstverein Gießen. Im Hintergrund die Kapelle des Alten Friedhofs

Der Neue Kunstverein Gießen zählt mit 8,5 Quadratmetern Ausstellungsfläche und 10.000 € Jahresbudget zu den kleinsten Kunstvereinen in Deutschland. Neben der Kunsthalle widmet er sich der Förderung zeitgenössischer Kunst.

## Geschichte
Bereits 1912 wurde in Gießen der „Oberhessische Kunstverein“ gegründet, der sich 2009 in „Gießener Kunstverein 1912 e.V.“ umbenannte. Sein satzungsmäßiger Vereinszweck ist die „Förderung der bildenden Kunst sowie der Museen und  Sammlungen in Gießen“. Ansässig ist der Verein in Biebertal.
Parallel wurde im November 1998 der Verein aus privater Initiative von Marcel Baumgartner und Volker Bunte gegründet mit dem Ziel der Förderung der zeitgenössischen Kunst. Bis zum Jahr 2000 fanden die Ausstellungen des Neuen Kunstvereins im Liebig-Museum statt. Nach einer Interimszeit werden die Ausstellungen seit Ende 2003 in einem Pavillon an der Licher Straße Ecke Nahrungsberg organisiert. Das Gebäude wurde 1937 nach Plänen von Wilhelm Gravert als Toiletten- und Umspannanlage am Rand des Alten Friedhofs erbaut und nach dem Krieg erst als Wasserhäuschen, dann als Kiosk genutzt.
Der Verein hat ca. 200 Mitglieder. Zu den wechselnden Einzel- und Gruppenausstellungen erscheinen regelmäßig Editionen der ausstellenden Künstler und Künstlerinnen. Zusätzlich bietet der Verein seinen Mitgliedern gemeinsame Atelierbesuche und Exkursionen an. Der Kunstverein ist Mitglied in der Arbeitsgemeinschaft Deutscher Kunstvereine (ADKV). Von 2006 bis 2017 war Markus Lepper Vorsitzender und künstlerischer Leiter. Im April 2017 übernahm Till Korfhage die Leitung des Kunstvereins, im Februar 2019 Melchior Tacet.

## Ausstellungen (Auswahl)
- 2000: Marko Lehanka: Der Waas-Komplex (16. Februar – 24. April)
- 2000: Adrian Schiess: Aquarelle (2. September – 22. Oktober)
- 2003: Birgit Werres: #8/91 (6. Dezember – 31. Januar 2004)
- 2004: Thomas Kellner: Facades (28. Februar – 17. April)
- 2004: Lucie Beppler: Zeichnungen Fotografien (11. September – 7. November)
- 2004: Tamara Grcic: Im Wasser (26. November – 16. Januar 2005)
- 2005: Ian Anüll: KGB (6. November – 14. Januar 2006)
- 2006: Julia Oschatz: Erehwon (8. April – 20. Mai)
- 2006: Manfred Stumpf: In memoriam Bernd Growe (12. November – 20. Januar 2007)
- 2007: Eva-Maria Schön: Gesetz vom Minimum (14. April – 26. Mai)
- 2008: Jorinde Voigt und Ralf Ziervogel: Terz (3. Mai – 21. Juni)
- 2008: Lois Renner: Ghost (6. September – 25. Oktober)
- 2008: Kim Nekarda: Zehntausend (8. November – 10. Januar 2009)
- 2009: Ina Weber: Beton ist geduldig (9. Mai – 21. Juni)
- 2010: Jáchym Fleig: Deckenrelief (23. Januar–12. März)
- 2010: Andreas Slominski: Iris. Die Erfindung der Farben von 1600 bis heute  (20. November 2010–6. Februar 2011)
- 2012: Antonia Baehr: Lachen (4. Februar–24. März)
- 2012: Laura J. Padgett: Standardeinstellung (8. September–27. Oktober)
- 2014: Peter Rösel: 00:00:00:00 (12. Juli–9. August)
- 2014: Jochen Plogsties: Der Traum des Joachim (29. November–6. Januar 2015)
- 2015: Oliver Boberg: Nebenan (30. Mai–11. Juli)
- 2015: Henrik Eiben: double trouble (5. September–17. Oktober)
- 2016: Cony Theis: c.t. (18. Juni–30. Juli)
- 2016: Jan-Ulrich Schmidt: Der Kern (5. November–7. Januar)
- 2017: Christiane Feser: .., (2. September–15. Oktober)
- 2020: Nezaket Ekici: Beschriebenes Blatt (14. März – 20. Juni)